# Wolfgang Kraushaar
Wolfgang Kraushaar, född 2 september 1948 i Niederurff i Bad Zwesten, är en tysk statsvetare och historiker. Han är sedan 1981 medlem av Vereinigung Deutscher Wissenschaftler.